# La Revanche de Bane
La Revanche de Bane (Batman Versus Bane) est un comics américain mettant en scène Batman aux prises avec Bane. Le scénario est de Chuck Dixon et le dessin de Graham Nolan. Cet album est le prélude à l'arc Knightfall dans lequel Bane finit par briser la colonne vertébrale de Batman et le laisse handicapé. Il regroupe le one-shot Batman: Vengeance of Bane de 1993 et la mini-série Batman: Bane of The Demon de 1998.

## Personnages
- Batman
- Bane

## Publications

### Éditions américaines
- DC Comics (première édition anglaise)
  - Batman: Vengeance of Bane (1993)
  - Bane of The Demon n°1 à 4 (1998)

### Éditions françaises
- 2012 : La Revanche de Bane (Urban Comics) : première édition française  (ISBN 978-2-3657-7049-1)[1]